# Свиридоновка (Донецкая область)
Свиридоновка (укр. Свиридонівка) — село в Украине, находится в Покровском районе Донецкой области. Находится на берегу реки Казëный торец,в близи её истока. К югу от села находится поля, к северу река. Село захвачено армией России 18 августа 2024 года
Код КОАТУУ — 1422781609. Население по переписи 2001 года составляет 35 человек. Почтовый индекс — 85350. Телефонный код — 623.

## Адрес местного совета
85350, Донецкая область, Покровский р-н, с.Ивановка, ул.Социалистична, 78, тел. 5-32-3-19